# Диалекты эрзянского языка
Диалекты эрзянского языка (эрз. эрзянь келень диалект) — территориальные разновидности эрзянского языка, которым присуща определенная разница на фонетическом, грамматическом и лексическом уровнях.

## История изучения
По предположению лингвиста А. Феоктистова, формирование диалектов эрзянского языка завершилось в XVIII в. Однако первые диалектные образцы лексических и текстовых материалов эрзянского языка были зафиксированы еще в XVII веке, в частности, в трудах Николааса Витсена, Филиппа Страленберга, Герхарда Миллера, Ивана Лепехина, Петра Палласа, Иоганна Фишера, Иоганна Фалька, Иоганна Георги и других.
Большое значение для развития эрзянского диалектологии имела фундаментальная работа академика Шахматова «Мордовский этнографический сборник», в который, кроме устного народного творчества эрзян, также было включено приложение с фонетическим и морфологическим очерком о двух говорах той местности, где был собран материал.
Первую попытку классифицировать эрзянские диалекты сделал профессор Макар Евсевьев. В своем труде «Основы мордовской грамматики» он выделил четыре диалектные группы говоров:
- говори эрзян Темниковского уезда Тамбовской губернии;
- говори эрзян Ардатовского уезда Симбирской губернии;
- говори эрзян Сергачского и Лукояновского уездов Нижегородской губернии;
- говори эрзян Алатырского и Курмышского уездов Симбирской губернии.

Первую научную классификацию эрзянских диалектов, которая долгое время была чуть ли не единой, а ныне считается общепринятой, осуществил академик Дмитрий Бубрих, выделивший по фонетическому принципу три диалектных типа: простейший, прогрессивно-ассимиляторный и регрессивно-ассимиляторный. Мордовский языковед Николай Цыганов развил его систему, предложив 5 диалектных типов:
- укающий (шокшинский);
- окающий (простейший);
- укающе-окающий (прогрессивно-ассимиляторный);
- акающий (редуцированный);
- окающе-укающий (регрессивно-ассимиляторный).

Впервые, опираясь не только на фонетические признаки, но также и на морфологические особенности с учетом территориального аспекта, финно-угровед Дмитрий Цыганкин предложил рассматривать четыре диалекта: центральный, западный, северо-западный, юго-восточный. На основе этой классификации Григорий Ермушкин выделил дополнительный пятый — дракинско-теньгушевский, который Александр Феоктистов позже назовет смешанным, или шокшинским, диалектом.

## Классификация
Классификация эрзянских диалектов проводится преимущественно по фонетическому принципу; границы диалектов проводятся, в основном, по берегам рек. По признаку зависимости качества гласных непервых слогов от качества гласного первого слога диалекты объединяются в три типа:
1. прогрессивно-ассимиляторный (/kudu/ «дом» — /moro/ «песня», но /kizi/ «лето» — /t’ese/ «здесь» и т. д.);
2. регрессивно-ассимиляторный (/kunsulan/ «слышу» — /kunsolok/ «слушай»; /kunsuli/ «слышит» — /kunsolozo/ «пусть слушает»);
3. простейший тип; подразделяется на окающие и укающие говоры (/todov/ «подушка» — /tumu/ «дуб»).

Современная классификация эрзянских диалектов, кроме фонетических, опирается и на морфологические критерии:
- центральный диалект — распространён в центре Восточной Мордовии (Атяшевский, Чамзинский и частично Ичалковский районы);
- западный (приинсарский) диалект — распространён по нижнему течению реки Инсар;
- северо-западный (приалатырский) диалект — распространён в междуречье Алатырь-Меня, а также в нижнем течении реки Алатырь. В эту диалектную зону входит территория Ардатовского и Большеигнатовского районов Мордовии и соседних Алатырского и Порецкого районов Чувашии;
- юго-восточный (присурский) диалект — распространён в междуречье притоков Суры (Большеберезниковский, Дубенский и частично Кочкуровский районы Мордовии); на северо-востоке с этим диалектом граничит область переходных говоров с чертами говоров центрального диалекта;
- Шокшинский (изолированный) диалект — распространён на северо-западе Мордовии в Теньгушевском районе; этот диалект исторически оказался в изоляции от других эрзянских говоров, будучи в окружении мокшанских диалектов, и, как итог, влияние мокшанского языка привело к образованию в нём целого ряда фонетико-морфологических особенностей.

Эрзянский литературный язык сложился на основе говоров, на которых говорят по нижнему течению реки Алатырь.
По мнению известного финно-угроведа А. М. Шаронова, исчезнувший мерянский язык был диалектом эрзянского языка, однако это мнение не имеет широкой научной поддержки.

## Характеристика
| Диалект         | Фонетические особенности | Морфологические особенности |
| --------------- | --- | --- |
| Центральный     | В первом слоге слова употребляются все гласные (/a/, /o/, /u/, /i/, /e/, а в части говоров также /ja/). В непервых слогах употребляются /a/, /o/, /e/ и, как правило, в этой позиции отсутствуют гласные /u/, /i/ | В косвенных падежах единственного числа употребляется указательный (дейктический) формант -ńt': /val'mava-ńt'/ (через окно). В некоторых говорах формы единственного и множественного числа предмета владения при владельце первого лица единственного числа различаются: /ked'e-m/ (моя рука) — /ked'e-ń/ (мои руки).                                                    |
| Западный        | Для фонетических особенностей характерны процессы прогрессивной ассимиляции; в первом слоге употребляются все гласные; гласные /u/ и /i/ первого слога обусловливают огласовку непервых слогов: /tumu/ (дуб), /tumuva/ (по дубу), /piźimi/ (дождь), /piźimivt'imi/ (без дождя); гласные /o/ и /e/ в непервых слогах употребляются в том случае, если в первом слоге выступают такие же гласные: /komoro/ 'горстка', /meŕems/ 'сказать' | В косвенных падежах единственного числа указательного склонения имен употребляется формант -ńt': /kudusu-ńt'/ (в этом доме). Число предмета обладания имеет формальное выражение только при обладателе третьего лица единственного числа: /kudu-zu/ (его дом) — /kudu-nzu/ (его дома).                                                                                    |
| Северо-западный | По характеру действия ассимилятивных процессов — прогрессивно-ассимиляторный тип; присутствует уканье и в некоторых говорах иканье: /anduma/ (кормление), /vel't'ńisa/ (я закрываю) | Косвенно-указательная форма единственного числа существительных имеет формант -śt': /kudoso-śt'/ (в этом доме), /kudosto-śt'/ (из этого дома). Единственное и множественное число предмета обладания различается при владельце всех трех лиц единственного и множественного числа: /kudo-m/ (мой дом) — /kudo-n/ (мои дома), /kudo-t/ (твой дом) — /kudo-nt/ (твои дома). |
| Юго-западный    | Характеризуется наличием в фонетической системе говора редуцированных гласных | Косвенно-указательные формы единственного числа существительного имеют суффикс -t: /kudit'/ (этого дома), /kuditi/ (этому дому). В большинстве говоров лично-притяжательные суффиксы выступают только в твердом варианте: /väl'it/ (твое село), /väl'et'/ (твои села). |
| Шокшинский      | Фонетические и морфологические особенности диалекта обусловлены влиянием мокшанского языка | Фонетические и морфологические особенности диалекта обусловлены влиянием мокшанского языка |